# Electric Feel
Electric Feel is een nummer van de Amerikaanse band MGMT uit 2008. Het is de tweede single van hun debuutalbum Oracular Spectacular.
"Electric Feel" is een dansbaar indierocknummer. Hoewel het nummer flopte in de Verenigde Staten, werd het nummer wel een klein hitje in Canada, Oceanië en een paar Europese landen. Hoewel het nummer in Nederland flopte met een 91e positie in de Single Top 100, werd het in Vlaanderen wel een hit met een 17e positie in de Vlaamse Ultratop 50.